# Gelasma imitans
Gelasma imitans là một loài bướm đêm trong họ Geometridae.